# Emilio Castelar

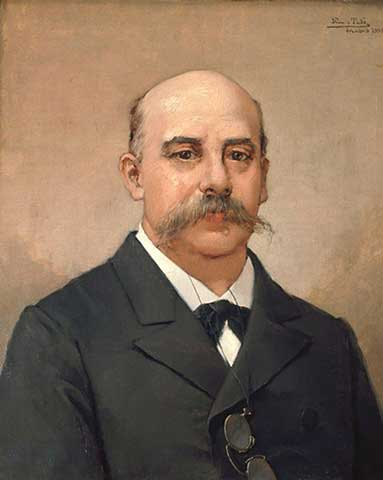
Emilio Castelar y Ripoll.

Emilio Castelar y Ripoll, född 7 september 1832, död 25 maj 1899, var en spansk politiker.
Castelar blev professor i historia i Madrid 1857, och var verksam som ytterligtgående radikal journalist och agitator och måste 1866–1868 uppehålla sig i utlandet. Hemkommen efter revolutionen 1868, ivrade Castelar i nationalförsamlingen för republikens införande, till att börja med utan framgång. Då efter Amadeos avgång som kung republiken tedde sig som den naturligaste lösningen, anförtroddes Castelar flera viktiga poster och uppdrag. Åren 1873–1874 var han några månader Spaniens president med diktatorisk myndighet. Han styrde med kraftig hand och reorganiserade armén, bekämpade anarkin i söder och carlisterna i norr, men avgick på grund av en konflikt med parlamentet. Efter kungadömets återupprättande var Castelar en av de få republikaner, som fortfarande deltog i det politiska livet. Hans åsikter i fråga om statsskicket modifierades dock, och som chef för ett parti "possibilisterna", bekämpade han ännu med kraft Antonio Cánovas del Castillo men inte den monarki som han upprättat. Senare anslöt han sig helt till det monarkiska statsskicket.